# كارل هيرزفيلد
كارل هيرزفيلد (بالإنجليزية: Karl Herzfeld) (بالألمانية: Karl Ferdinand Herzfeld) عالم فيزيائي إمريكي ولد في 24 فبراير 1892 في فيينا وتوفي في 3 يونيو 1978في الولايات المتحدة الأمريكية.

## حايته وتعليمه
ولد هيرزفيلد في فيينا في عهد هابسبورغس على الإمبراطورية النمساوية المجرية. من عائلة يهودية بارزة، والده كان طبيبا وأستاذ التوليد وأمراض النساء في جامعة فيينا. عندما بدأ حضور جامعة فيينا لدراسة الفيزياء والكيمياء. في عام 1912، حصل على دورات في جامعة زيوريخ . وكان في زيورخ التقى أوتو ستيرن، الذي كان في إيث؛ هيرزفيلد في وقت لاحقفضل المحادثات مع ستيرن لفهمه أعمق للديناميكا الحرارية. في عام 1913 ذهب للدراسة في جامعة غوتنغن وحصل على الدكتوراه في عام 1914 تحت فريدريتش هاسنورل، الذي أصبح مديرا لمعهد الفيزياء النظرية. طبقت أطروحة الدكتوراة على الإلكترونات كنموذج لنظرية المعادن. في الوقت الذي حصل فيه على الدكتوراه، كان لديه ست أوراق علمية. حاول استخلاص نموذج من ذرة الهيدروجين. نشرت هذه الورقة في عام 1912. اندلعت الحرب العالمية الأولى بعد ذلك خدم بالجيش حتى عام 1918، وارتفع إلى رتبة ملازم أول. وقد تم استدعاء مستشار أطروحة هيرزفيلد هاسينورل للخدمة خلال الحرب العالمية الأولى وقتل في الجبهة. في فترة عمله في الجيش، نشر هيرزفيلد ست أوراق حول الميكانيكا الإحصائية المطبقة على مشاكل الفيزياء والكيمياء، وخاصة بنية المادة - الغازات والسوائل والمواد الصلبة. بعد الحرب عاد هيرزفيلد إلى جامعة فيينا، إلا أن الجامعة كانت في ضائقة مالية بعدها انتقل إلى ميونيخ في عام 1919، بهدف دراسة الكيمياء التحليلية والحصول على وظيفة في مجال الصناعة الكيميائية الألمانية. كان مساعدا في المختبر الكيميائي الفيزيائي في جامعة لودفيغ ماكسيميليانز في ميونيخ. ومع ذلك، وجد الفيزياء النظرية أكثر مجال يناسبه. في عام 1925، قام هيرزفيلد بنشر كتابه عن نظرية الحركية والميكانيكا الإحصائية.

## حياته المهنية
بدأ محاضرا في اتحاد كوبر وجامعة فوردهام في مدينة نيويورك. أثناء وجوده في جونز هوبكنز، قام هيرزفيلد ببحث كبير مع الكيميائي فرانسيس أو رايس، الذي انضم إلى الجامعة كأستاذ مشارك في نفس العام عن دور الاهتزازات الجزيئية في نقل الطاقة بين الموجات فوق الصوتية وجزيئات الغاز. في جامعة جونز هوبكنز، عمل هيرزفيلد مع زملاء آخرين في كلية الفيزياء في الجامعة، بما في ذلك جيمس فرانك وماريا غوبيرت ماير، الذين حصلوا على جوائز نوبل في الفيزياء في عامي 1925 و 1963 على التوالي. جاء فرانك إلى جونز هوبكنز بعد مغادرته ألمانيا في عام 1933، حيث كان أستاذا عاديا للفيزياء التجريبية ومدير المعهد الثاني للفيزياء التجريبية في جامعة غوتنغن. الفيزياء النظرية في غوتنغن. غوبرت ماير كانت طالبه في بورن، وانضمت إلى كلية جونز هوبكنز في عام 1931. نشرت غوبيرت ماير وهيرزفيلد مقالات عن حالات التجميع وردود فعل الانصهار النووي. هيرزفيلد شارك في تأليف المقالات مع فرانك في عملية التمثيل الضوئي. انتقل هيرزفيلد إلى الجامعة الكاثوليكية الأمريكية في عام 1978. وبقي فيها بقية حياته.

## أوسمة الشرف
- 1958 - انتخب في الأكاديمية الأمريكية للفنون والعلوم
- 1960 - انتخب في الأكاديمية الوطنية للعلوم
- 1964 - استشهاد الخدمة البحرية للولايات المتحدة لخدماته خلال الحرب العالمية الثانية .

## أهم منشوراته

### المقالات
1. كارل هيرزفيلد وماريا غوبيرت ماير نظرية الانصهار (1934)
2. كارل هيرزفيلد وجيمس فرانك محاولة نظرية التمثيل الضوئي (1937)
3. كارل هيرزفيلد وجيمس فرانك مساهمات في نظرية التمثيل الضوئي (1941)
4. كارل هيرزفيلد مستويات الإلكترون في جزيئات متعددة الذرات ووجود روابط مزدوجة (1947)
5. كارل هرتسفيلد الأسطح العقدي في وظائف الموجات الجزيئية استعراض الفيزياء الحديثة (1949)

### الكتب
1. Thermodynamics and Physics of Matter vol. (Princeton University Press), 1955
2. Fundamental Physics of Gases (Princeton University Press), 1961
3. Questions in Statistical Mechanics, University of Miami, 1971